# 딜란 크리스토퍼
딜런 크리스토퍼(Dyllan Christopher, 1991년 12월 12일 ~ )는 미국의 배우이다.
로스앤젤레스에서 태어났다.

## 출연 작품

### 영화
- 아마겟돈 (1998)
- 멕시코 시티 (2000, Mexico City)
- 스튜어트 리틀 2 (2002)
- 씨비스킷 (2003)
- 성탄절 전야의 공항 대소동 (2006)
- 스토리즈 USA (2007, Stories USA)

### 텔레비전
- 머피 브라운 (1994-05)
- 센트리 스톰 (1999, Storm of the Century)